# James Henderson Berry
James Henderson Berry, né le 15 mai 1841 dans le comté de Jackson (Alabama) et mort le 30 janvier 1913 à Bentonville (Arkansas), est un homme politique démocrate américain. Il est gouverneur de l'Arkansas entre 1883 et 1885 puis sénateur du même État entre 1885 et 1907.